# ソシオネクスト
株式会社ソシオネクスト (英: Socionext Inc.) は、富士通の子会社富士通セミコンダクターとパナソニックのシステムLSI事業の統合によって設立されたSoCの設計・開発及び販売を行う企業である。日経平均株価の構成銘柄の一つ。
ヨーロッパの現地法人である Socionext Europe GmbH の本社はフランクフルト近郊のランゲンにあり、支店はミュンヘン・ブラウンシュヴァイク (ドイツ)、メイデンヘッド・スウィンドン (イギリス)、リンツ (オーストリア) にある。ソシオネクストは世界規模でその専門知識と経験、特許ポートフォリオを組み合わせて事業を行っている。
2022年10月の上場前は富士通の関連会社であり、当時の主要株主は富士通（39.68%)、日本政策投資銀行（37.10%）及びパナソニックホールディングス（15.99%）であった。
上場から約9カ月後の2023年7月5日、大株主3社から株式を売却したいとの意向を確認したため、普通株式の海外売り出しを行った。2023年3月末の株式保有比率は、日本政策投資銀行と富士通がそれぞれ14.99％、パナソニックホールディングスが7.50％で、3社合わせて発行済み株式の約37.5％を保有していたが、全て市場で売却された。

## 沿革
- 2014年（平成26年）9月 - 会社設立[6]。
- 2015年（平成27年）3月 - 富士通セミコンダクターとパナソニックのSoC事業を統合して事業を開始[6]。
- 2022年（令和4年）10月 - 東京証券取引所プライム市場に株式を上場。